# Fairsky
Fairsky — турбинный пароход, эксплуатируемый компанией Sitmar Line, которая стала широко известна благодаря обслуживанию пассажирского маршрута из Великобритании в Австралию. Судно эксплуатировалось компанией на этом маршруте с мая 1958 по февраль 1972 года. Затем, после 20-месячной стоянки в Саутгемптоне, Fairsky совершил ещё два рейса в Австралию.
С 1974 года судно стало базироваться в Сиднее, где заслужило славу в качестве круизного лайнера, а в 1977 году Fairsky столкнулся с затонувшим судном, в результате.чего команде пришлось выбросить корабль на мель, чтобы избежать полного затопления.
В итоге корабль был продан филиппинскому консорциуму, который планировал использовать Fairsky в качестве казино и плавучего отеля, но в 1979 году во время переоборудования на борту вспыхнул пожар, который уничтожил внутренние помещения. Судно было отбуксировано в Гонконг и сдано на слом в 1980 году.

## HMS Attacker
Fairsky был заложен в 1941 году как грузовой корабль типа C3 под названием Steel Artisan, но с вступлением Соединенных Штатов во Вторую Мировую войну он был реквизирован ВМС США и перестроен в эскортный авианосец USS Barnes. Однако всего через три дня после спуска на воду 27 сентября 1942 года корабль был передан по программе ленд-лиза Королевскому флоту, который ввел его в эксплуатацию как HMS Attacker (D02). Первоначально в его обязанности входило сопровождение конвоев, а после дальнейшего преобразования Королевским флотом в октябре 1943 года его целью стало проведение штурмовых операций. Attacker был награждён боевыми наградами Королевского флота за поддержку высадки в Салерно (1943), Атлантической кампании (1943—1944), высадки в Южной Франции (1944) и за службу в Эгейском море (1944).
Судно было возвращено ВМС США в декабре 1945 года и было списано из состава ВМС США в феврале 1946 года. Затем корабль был продан американской компании National Bulk Carriers, которая демонтировала полетную палубу и оборудование. Однако дальнейшая судьба судна оставалась неопределенной, и оно повторно было выставлено на продажу.

## Переоборудование в океанский лайнер
В 1950 году судно было куплено бывшим русским эмигрантским судовладельцем Александром Власовым. Простояв ещё два года, в 1952 году оно было переименовано в Castel Forte и отправлено на верфь Newport News с целью перестройки в рефрижераторное грузовое судно для итальянской компании Власова Sitmar Line. Однако, в 1957 году Sitmar добился от австралийского правительства разрешения на перевозки британских мигрантов в Австралию, и на верфи Bethlehem Steel в Нью-Йорке начались крупные строительные работы. Судно было перевезено в Геную в декабре 1957 года, где в мае 1958 года была завершена отделка внутренних помещений.
В результате получился красивый современный пассажирский лайнер, который переименованновали в Fairsky . Лайнер мог взять на борт 1461 пассажира первого класса, они размещались на пяти палубах в 461 каюте. Лайнер имел всего семь туалетов, расположенных в передней части Солнечной Палубы, под мостиком. По всему кораблю были установлены кондиционеры. На корме Шлюпочной Палубы также располагалась привлекательная зона отдыха, включающая в себя бассейн. Дизайн Fairsky сильно повлиял на дизайн более крупных итальянских трансатлантических лайнеров 1950-х годов.
26 июня 1958 года судно вышло из Саутгемптона под командованием старшего мастера Sitmar, капитана Хорхе Петреску. Fairsky был зарегистрирован в Панаме как собственность компании -Fairline Shipping Corporation, хотя и де-факто оставаясь под управлением Sitmar, так как обе этих компании находились во владении Власова. Позднее порт приписки был изменён на порт Монровии.

## Перевозка мигрантов
Таким образом, Fairsky присоединился к Fairsea (также перестроенный из авианосца USS Charger) и Castel Felice (который первоначально назывался Кения и принадлежал пароходной компании Британской Индии 1931 года), курсировавшим на маршруте из Европы в Австралию. Поток иммигрантов в это время был увеличен благодаря программе помощи, в рамках которой взрослые британцы могли эмигрировать всего за десять фунтов на душу населения, а их дети бесплатно. В 1955 году Sitmar стал первой не британской компанией, заключившей контракт на перевозку британских мигрантов. Fairsky совершил первый рейс отправившись из Саутгемптона 6 декабря 1955 года и прибыв в Сидней 12 января 1956 года.
В 1964 году к этим трем кораблям присоединился четвёртый, Fairstar (бывший британский десантный корабль «Оксфордшир»). Южным летом суда совершали круизы из Австралии и Новой Зеландии. Sitmar получал подряды от австралийского правительства вплоть до 1970 года. Хотя точные цифры отсутствуют, четыре судна перевезли сотни тысяч европейцев в Австралию.

### Жизнь на борту
Поскольку путешествие в Австралию занимало несколько недель, Sitmar хорошо понимала необходимость обеспечения комфортных условий для пассажиров. Персонал создал спортивный комитет для организации турниров по настольным играм. Fairsky был хорошо спроектирован для длительных путешествий, на пяти палубах была организованна большая зона отдыха включавшая в себя глубокий бассейн на корме, корты, предназначенные для квойта, а также столы для пинг-понга, которые были популярны среди всех возрастных групп. На корабле имелись три обеденных зала, детская игровая комната, библиотека, три бара и кинотеатр. Медицинские каюты включали полностью оборудованную больницу с операционной.
Типичный круиз включал в себя путешествие по Суэцкому каналу с остановкой в Адене — это была единственная возможность покинуть корабль за всё время круиза. Аден также был местом, где пассажиры могли приобрести дешевые потребительские товары со всего мира, или продукты местной туристической индустрии, такие как тряпичные куклы, набитые песком, или кожаные кошельки с древнеегипетскими мотивами. После захода в Аден путешествие продолжалось до того момента когда судно заходило в порт Сиднея, при этом для выгрузки пассажиров корабль заходил в порты Фримантла и Мельбруна.
Альтернативный маршрут, который пользовался использовался лишь иногда, состоял из плавания по Атлантическому океану с остановкой на Мадейре, а затем судно через Кюрасао по Панамскому каналу выходило в Тихий океан и далее шло до Сиднея с остановками на Таити и в Веллингтоне.
Первая женщина-премьер-министр Австралии (2010—2013), Джулия Гиллард и её семья побывали на борту Fairsky, когда они иммигрировали в Аделаиду из Саутгемптона в 1966 году.

## Окончание карьеры
В 1970 году Sitmar потерял мигрантский контракт, и был вынужден искать новую работу для двух оставшихся лайнеров (так как «Fairsea» был выведен из строя пожаром в машинном отделении в 1969 году и продан на слом, а «Castel Felice» также был продан на слом в октябре 1970 года). Fairsky продолжал курсировать по маршруту Англия-Австралия до февраля 1972 года, когда он встал на стоянку в Саутгемптоне. В ноябре 1973 года, Fairsky завершил два рейса в Австралию, а затем покинул Саутгемптон 2 июня 1974 года, это был последний переход судна из Англии в Австралию. После прибытия в Окленд 14 июля, Fairsky стал круизным лайнером и в последующем использовался для перевозки туристов. Судно вскоре стало очень популярным австралийским круизным лайнером. В этом качестве Fairsky прослужил ещё 3 года, но в июне 1977 года он получил серьёзные повреждения корпуса, когда столкнулся с затонувшим кораблем, недалеко от Джакарты, Индонезия. Судно пришлось посадить на мель на песчаной отмели, чтобы предотвратить его затопление, а все пассажиры были благополучно эвакуированы. Корабль был временно отремонтирован, и продолжил идти в Сингапур своим ходом, но когда стали очевидны размеры повреждений, было решено не делать капитального ремонта. Первоначально судно должно было быть продано на металлолом, но затем было куплено филиппинским консорциумом, намеревавшимся превратить его в плавучий отель и казино под новым названием Philippine Tourist. Однако 3 ноября 1979 года, ещё до завершения переоборудования на борту произошёл пожар, который уничтожил все внутренние помещения. Судно было сдано на слом в Гонконге 27 мая 1980 года, что положило конец долгой карьере корабля.